# Ресуз (коммуна)
Ресу́з (фр. Reyssouze) — коммуна во Франции, находится в регионе Рона — Альпы. Департамент — Эн. Входит в состав кантона Пон-де-Во. Округ коммуны — Бурк-ан-Брес.
Код INSEE коммуны — 01323.

## География
Коммуна расположена приблизительно в 340 км к юго-востоку от Парижа, в 75 км севернее Лиона, в 35 км к северо-западу от Бурк-ан-Бреса.
На западе коммуны протекает река Сона, а на севере — река Ресуз.

## Климат
Климат полуконтинентальный с холодной зимой и тёплым летом. Дожди бывают нечасто, в основном летом.

## История
Первое упоминание о деревне относится к VI веку. Коммуна Ресуз была создана в 1845 году путём отделения от коммуны Горрево.

## Население
Население коммуны на 2010 год составляло 929 человек.
| 1962 | 1968 | 1975 | 1982 | 1990 | 1999 | 2010 |
| ---- | ---- | ---- | ---- | ---- | ---- | ---- |
| 625  | 616  | 698  | 716  | 709  | 714  | 929  |

## Администрация
| Период | Период | Фамилия              | Партия | Примечания |
| ------ | ------ | -------------------- | ------ | ---------- |
| 1995   | 2001   | Жан Брайар           |        |            |
| 2001   | 2001   | Мишель Дебонфиль     |        |            |
| 2001   | 2002   | Морис Березья        |        |            |
| 2002   | 2008   | Франс Гамбен         |        |            |
| 2008   | 2014   | Николь Салле         |        |            |
| 2014   | 2020   | Ален Сильвестр-Барон |        |            |

## Экономика
В 2010 году среди 554 человек трудоспособного возраста (15—64 лет) 408 были экономически активными, 146 — неактивными (показатель активности — 73,6 %, в 1999 году было 70,0 %). Из 408 активных жителей работали 374 человека (200 мужчин и 174 женщины), безработных было 34 (13 мужчин и 21 женщина). Среди 146 неактивных 36 человек были учениками или студентами, 58 — пенсионерами, 52 были неактивными по другим причинам.

## Достопримечательности
- Ферма Кула. Исторический памятник с 1974 года.[5]

## Фотогалерея

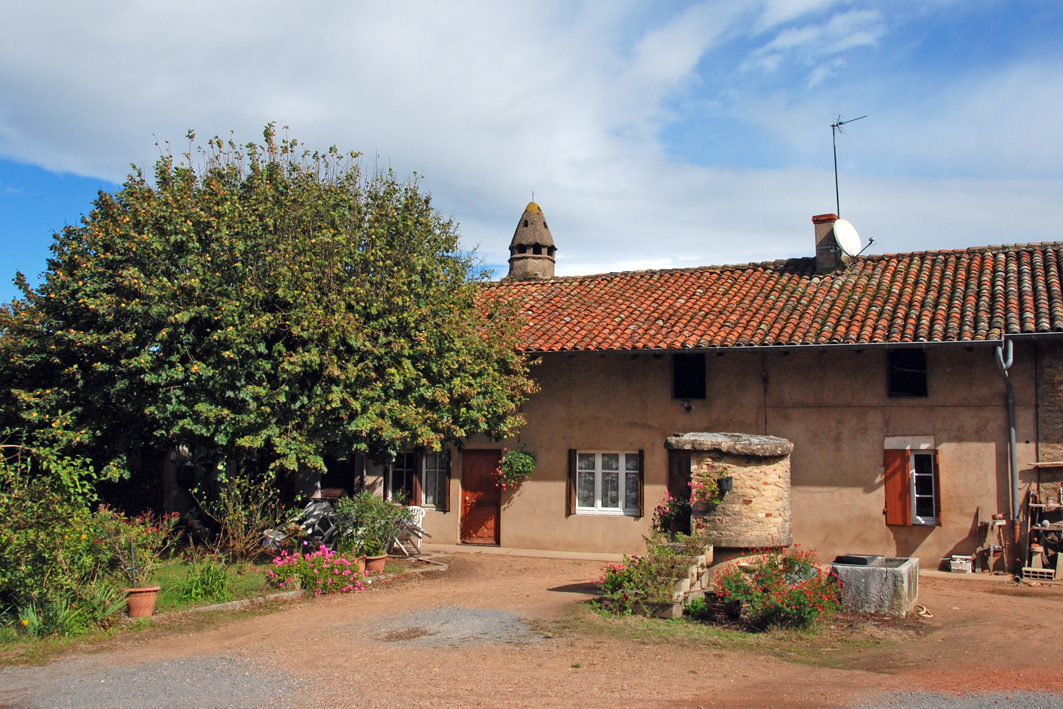
Ферма Кула
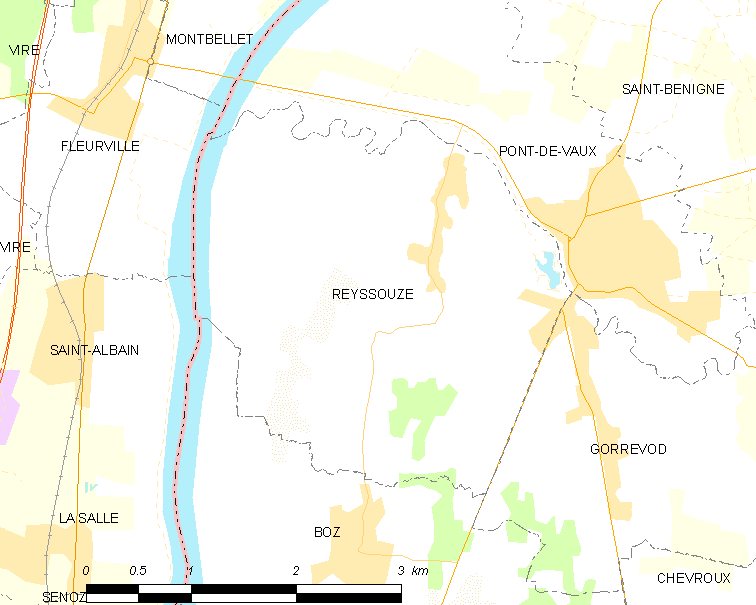
Карта коммуны